# Flinders View
Flinders View är en del av en befolkad plats i Australien. Den ligger i kommunen Ipswich och delstaten Queensland, omkring 32 kilometer sydväst om delstatshuvudstaden Brisbane. Antalet invånare är 5 005.
Runt Flinders View är det ganska tätbefolkat, med 62 invånare per kvadratkilometer.. Närmaste större samhälle är Ipswich, nära Flinders View. 
I omgivningarna runt Flinders View växer huvudsakligen savannskog. Genomsnittlig årsnederbörd är 1 252 millimeter. Den regnigaste månaden är januari, med i genomsnitt 248 mm nederbörd, och den torraste är oktober, med 34 mm nederbörd.